# Almeidella
Almeidella este un gen de molii din familia Saturniidae. 

## Specii
- Almeidella almeidai Oiticica, 1946
- Almeidella approximans (Schaus, 1920)
- Almeidella corrupta (Schaus, 1913)